# Вики (Эстония)
Ви́ки (эст. Viki) — деревня в волости Сааремаа уезда Сааремаа, Эстония.
До реформы местных самоуправлений 2017 года входила в состав волости Кихельконна.

## География и описание
Расположена в западной части острова Сааремаа. Расстояние до волостного и уездного центра — города Курессааре — 23 километра. Высота над уровнем моря — 41 метр.
Через деревню проходит государственная дорога Вики — Куревере.
Климат умеренный. Официальный язык — эстонский. Почтовый индекс — 93454.

## Население
По данным переписи населения 2021 года, в Вики насчитывалось 48 жителей, все — эстонцы.
По данным переписи населения 2011 года, в деревне проживал 41 человек, все — эстонцы.
Численность населения деревни Вики:
| Год  | 1959 | 1970  | 1979 | 1989 | 2000 | 2011 | 2014 | 2017 | 2018 | 2019 | 2020 | 2021 |
| ---- | ---- | ----- | ---- | ---- | ---- | ---- | ---- | ---- | ---- | ---- | ---- | ---- |
| Чел. | 96   | ↗ 118 | ↘ 99 | ↘ 71 | ↗ 79 | ↘ 41 | ↗ 44 | ↗ 46 | ↗ 48 | ↗ 49 | ↘ 48 | → 48 |

## История
В письменных источниках 1645 года упоминается Vikkikill, 1798 года — Wikki, 1909 года —  Wikki, Dorf.
На военно-топографических картах Российской империи (1846–1897 годы), в состав которой входила Лифляндская губерния, деревня обозначена как Викки.

## Достопримечательности
В деревне находится Хуторской музей Михкли. Открыт в 1959 году на основе зданий хутора Михкли, которые являются примечательными образцами деревенской архитектуры XIX столетия. Предметы хозяйственного обихода, представленные в музейном комплексе, были сделаны руками шести поколений.
До депортации 1781 года на хуторе проживали хийумааские шведы. Последние жители покинули хутор в 1987 году.
- Хуторской музей Михкли
- Вид на музей с шоссе
- Жилой дом
- Хлев
- Рабочий станок

## Происхождение топонима
Основной топонима является личное имя Вики (Викки), которое, в свою очередь, могло произойти, например, от имён Виктор или Фик (Fick).